# Mohammad Mohammadian
Mohammad Mohammadian (persană محمد محمدیان, n. 22 iunie 1987, Isfahan, Iran) este regizor, scenarist și producător iranian. A început să fie interesat de cinema încă din anii adolescenței, primul său profesor fiind marele regizor iranian Abbas Kiarostami, de a cărui stil cinematografic a fost profund influențat.

## Filmografie
| An   | Film                           | Regizor | Producător | Scenarist |
| ---- | ------------------------------ | ------- | ---------- | --------- |
| 2016 | The Endless River              | Da      | Da         | Da        |
| 2016 | Only Five Minutes              | Da      | Da         | Da        |
| 2017 | Behind the Scenes              | Da      | Da         | Da        |
| 2018 | Beware of your tongue          | Da      | Da         | Da        |
| 2019 | I Have Two Loves               | Da      | Da         | Da        |
| 2020 | Life                           | Da      | Da         | Da        |
| 2020 | Marilyn Monroe: Photobiography | Da      | Da         | Da        |
| 2020 | Agnès Varda                    | Da      | Da         | Da        |
| 2020 | Beautiful Like a Poem          | Da      | Da         | Da        |
| 2021 | Abbas Kiarostami               | Da      | Da         | Da        |
| 2021 | I'm Monica Bellucci            | Da      | Da         | Da        |
| 2021 | Moments Within Moments         | Da      | Da         | Da        |
| 2022 | Dubai Is a Diamond             | Da      | Da         | Da        |

## Premii
| Notes                               |
| ----------------------------------- |
| - Canadian Screen Awards Qualifying |

| Notes                               |
| ----------------------------------- |
| - Academy Awards ® Qualifying       |
| - BAFTA Qualifying                  |
| - Canadian Screen Awards Qualifying |